# Amped 2
Amped 2 è un videogioco sportivo a tema "snowboard" sviluppato da Indie Built, pubblicato da Xbox Game Studios e distribuito da Xbox Live nel 2003 in Nordamerica e in Europa.
Si tratta del secondo capitolo della serie "Amped".

## Modalità di gioco

### Carriera
Nella modalità "Carriera", il giocatore deve completare obiettivi che consistono nell'accumulare un numero più o meno elevato di punti; in ogni livello, vi sono i giornalisti, che fotografano il personaggio quando esegue acrobazie o trucchi.
Per guadagnare punti abilità aggiuntivi - alcuni dei quali sono anche usati per aggiornare statistiche (condividibili con altri giocatori) -, il giocatore può completare diverse missioni opzionali - che variano dal trovare scimmie delle nevi all'eseguire prese.
Oltre a queste sfide, il giocatore sarà invitato a partecipare a eventi di snowboard in cui dovrà raggiungere il traguardo delle prime tre esibizioni; quando il giocatore accumula punti fama, ottiene diversi titoli che vanno da "Local Rider" a "#1", proseguendo. Una volta che il giocatore raggiunge il massimo titolo disponibile, diventa in grado di completare ogni sfida leggendaria su ogni montagna.

### Sessioni
Oltre alle sfide di snowboard, il giocatore può partecipare alle sfide di pattinaggio sul ghiaccio - che cambia i movimenti del personaggio e il suo equilibrio sulle piste montane.

### Personalizzazione
Le caratteristiche fisiche del personaggio comandato dal giocatore possono essere modificate - come il colore della pelle, il peso, la statura, l'abbigliamento (occhiali, pantaloni, maglietta e stivali) -; tuttavia, la personalizzazione del personaggio non influirà sull'andamento del gioco.

### Multigiocatore
Le partite possono essere contemporaneamente giocate da un massimo di 8 giocatori, con uno schermo diviso in tante parti quanti sono i giocatori presenti in partita.
Sono disponibili 7 ambientazioni, ognuna con tre diversi punti di rilascio.
In Amped 2, l'ospite ha una serie di possibilità tecniche che variano dal selezionare il vincitore o il perdente di una partita, al nominare ospite un altro giocatore nella stessa sessione. Inoltre, se l'ospite abbandona la sessione di gioco, il giocatore con il maggior numero di punti nella partita diventa ospite e può terminare la sessione di gioco quando vuole.

## Sviluppo
Il gioco è stato sviluppato dall'ex compagnia indiana "Indie Built" (poi acquistata da Microsoft nel 1999) ed è stato progettato dal game designer tedesco Carl Schnurr.

### Colonna sonora
La colonna sonora del gioco (personalizzabile dal giocatore) è costituita da più di 300 brani e vi sono alcune canzoni degli Acumen Natión (e altri) e alcune tracce di Yellowcard e Taking Back Sunday.

## Accoglienza
| Testata                          | Giudizio |
| -------------------------------- | -------- |
| Metacritic (media al 17-06-2020) | 80/100   |
| IGN                              | 9/10     |
| GameSpot                         | 7/10     |
| Eurogamer                        | 7/10     |
| Electronic Gaming Monthly        | 8.33/10  |
| Edge                             | 8/10     |
| GamePro                          | 4.5/5    |
| Game Informer                    | 6.75/10  |

Il gioco è stato accolto in maniera generalmente positiva dalla critica specializzata e dai revisori.
Al riguardo, IGN ha affermato che "chi è fan dell'originale Amped dovrebbe sentirsi a casa con questo gioco" e ha elogiato la presentazione del gioco, la grafica, la colonna sonora e il "fascino duraturo"; tuttavia, ha anche affermato che "mentre piace il gameplay, ci sono ancora margini di miglioramento".
Il sito di recensioni italiano "Everyeye.it" ha invece affermato che Amped 2 "vale proprio quanto un Amped alla seconda potenza ed è tutto ciò che un fan del titolo originale potrebbe aspettarsi".